# Dosso del Liro
Dosso del Liro (Doss in dialetto comasco, AFI: /ˈdɔs/) è un comune italiano di 236 abitanti della provincia di Como in Lombardia. Fa parte della Comunità montana Valli del Lario e del Ceresio.

## Storia
Gli annessi agli Statuti di Como del 1335 elencano i comunia locorum de Liro et de Civano tra i comuni della pieve di Gravedona, entro cui il comune di Dosso del Liro risulta essere inserito, seppur in un primo momento con la denominazione di "Liro con Civano", fino alla fine del XVIII secolo.
Ai tempi del Ducato di Milano, dalla fine del XV secolo, Dosso del Liro seguì per circa tre secoli il destino del feudo delle cosiddette "Tre Pievi superiori" di Dongo, Gravedona e Sorico.
Nel 1757 il territorio del comune di Dosso del Liro si estese all'Alpe di Camedo, che fino a quel momento costituiva una comunità autonoma.
Un decreto di riorganizzazione amministrativa del Regno d'Italia napoleonico datato 1807 sancì l'aggregazione del comune di Traversa in quello di Dosso del Liro. Cinque anni più tardi, un nuovo decreto spostò Dosso del Liro nel comune di Peglio. Tutte le decisioni del periodo napoleonico furono tuttavia cancellate dalla Restaurazione.
Dal 1928 al 1948 il comune di Dosso del Liro fece parte di quello di Gravedona.

### Simboli
Lo stemma e il gonfalone sono stati approvati dal consiglio comunale il 14 ottobre 1998 e concessi con decreto del presidente della Repubblica dell'8 gennaio 1999.
I colori delle tre partizioni ricordano nel rosso il territorio delle Tre Pievi, nell'azzurro il lago di Como e nel verde le montagne che circondano il paese.

## Monumenti e luoghi d'interesse

### Architetture religiose

#### Chiesa dell'Annunciata
La chiesa della Santissima Annunziata, attualmente parrocchiale, si presenta come un edificio barocco introdotto da un pronao. Consacrata nel 1699, al suo interno ospita stucchi e dipinti risalenti alla stessa epoca.

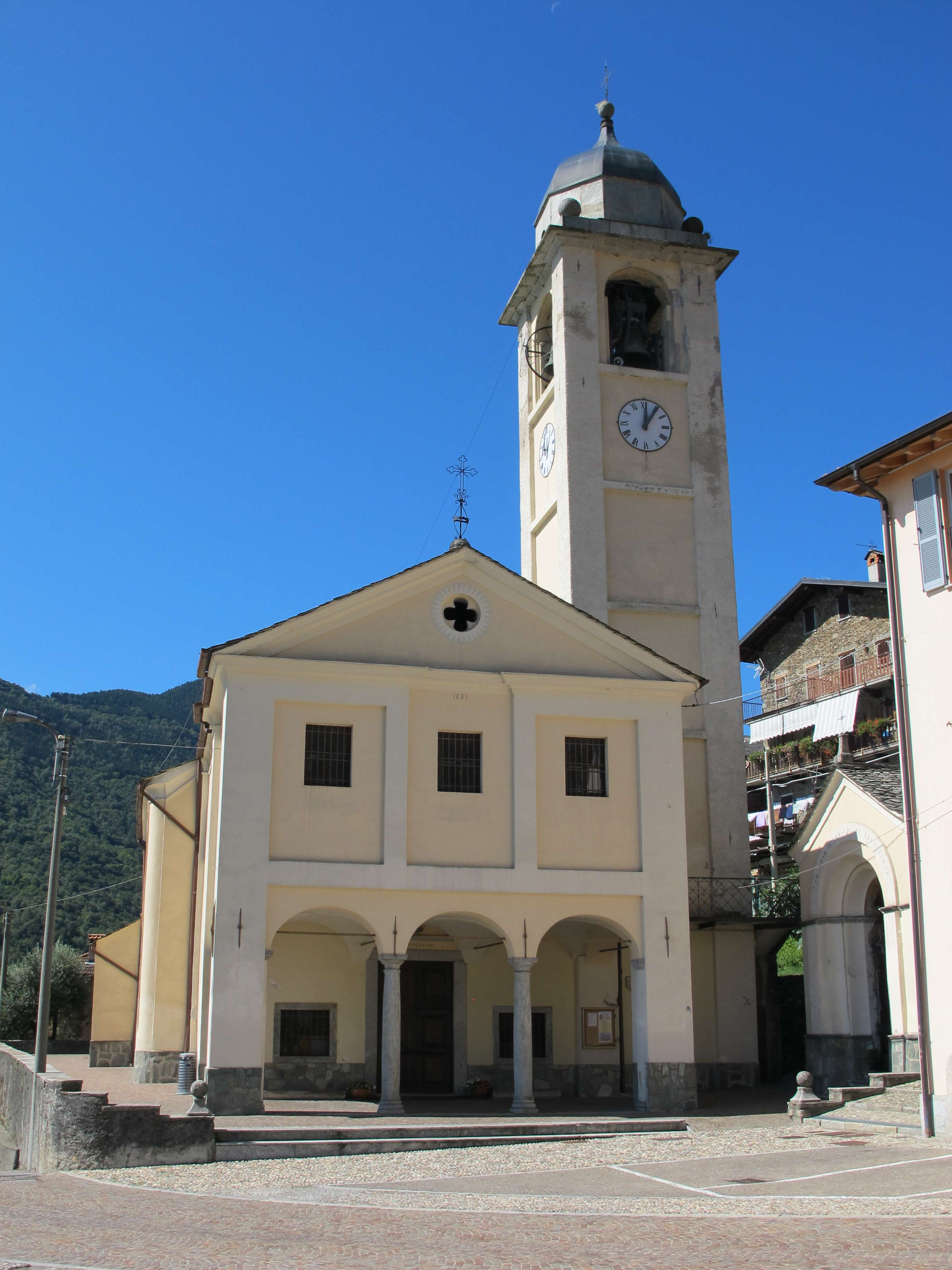
La chiesa dell'Annunciata

#### Chiesa di San Pietro in Costa
La chiesa di San Pietro in Costa, risalente al XIV secolo, ai tempi della visita pastorale del vescovo Ninguarda alla fine del XVI secolo costituiva la primitiva chiesa parrocchiale. Dal 1588, infatti, l'edificio era sede di una parrocchia.
La chiesa si presenta con una facciata a capanna, dipinta a finto bugnato, in mezzo alla quale spicca una raffigurazione del santo titolare.
Al suo interno conserva affreschi di Giovanni Antonio De Lagaia, commissionati dal parroco Vincenzo Curti e dichiarati conclusi il giorno 8 dicembre 1532. Gli affreschi raffigurano gli apostoli, sormontati da una fascia decorata a grottesche inframmezzate dai tondi dei primi quattro Dottori della Chiesa, al di sopra della quale si trova Cristo Pantocratore tra gli Evangelisti. La chiesa ospita inoltre un altare ligneo del XVI secolo e una tela votiva, datata 1577, che venne donata da una confraternita di dossoliresi emigrati a Palermo e scampati alla peste.

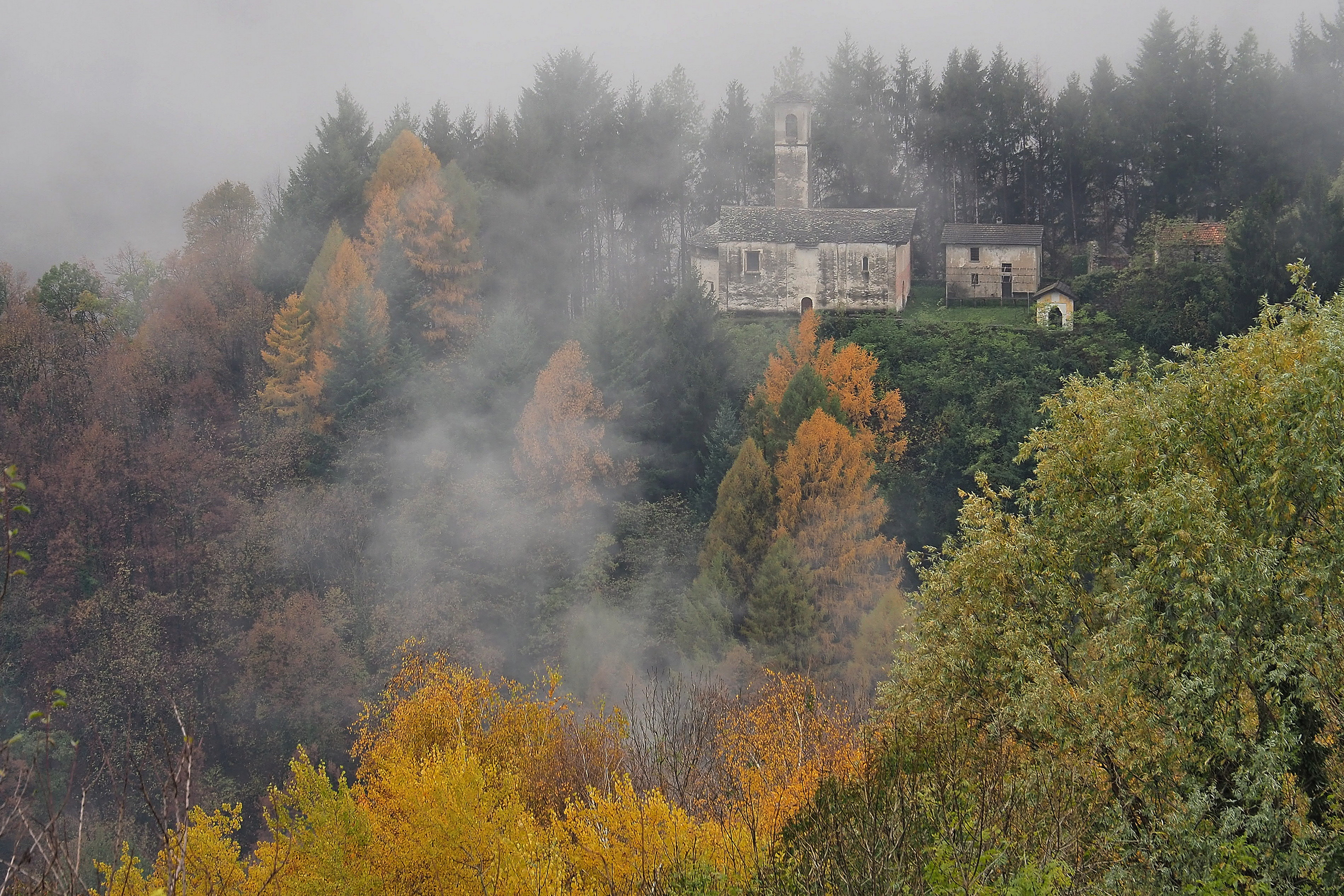
Il complesso di edifici attorno alla chiesa di San Pietro in Costa

## Società

### Evoluzione demografica

#### Demografia pre-unitaria
- 1751: 600 abitanti[5]
- 1771: 433 abitanti[18]
- 1805: 538 abitanti[6]
- 1809: 703 abitanti (dopo l'annessione di Traversa)[6]
- 1853: 644 abitanti[8]

#### Demografia unitaria
Abitanti censiti

## Cultura
Dosso del Liro fa parte della Comunità Montana dell'Alto Lario Occidentale. Si tratta di un territorio ricco di opere d'arte, memorie storiche e bellezze naturali. Chiese, case e palazzi, maggenghi (vedi maggengo) e alpi (vedi alpeggio), percorsi tra riva e monte, luoghi del lavoro agricolo, mulattiere (vedi mulattiera) e castagneti offrono la possibilità di conoscere, imparare e godere di un armonico assetto di civiltà e natura.

### Museo del Dialetto dell'Alto Lario Occidentale
Nel 2007 è stato inaugurato a Dosso del Liro il Museo del Dialetto dell'Alto Lario Occidentale, museo unico nel suo genere realizzato all'interno ex edificio comunale e scolastico prospiciente la piazza della chiesa.
Si dice, tra le genti dell'Alto Lago, che quelli del Dosso si riconoscono per la cadenza un poco “cantata” della parlata: le differenze di intonazioni locali, tra piccoli paesi, sono qui ancora percepibili. Queste parlate tramandano inflessioni lontane che derivano da Franchi e Longobardi; alcune espressioni riprendono la continuità della lingua latina mentre alcuni dialetti, come quello della Valle di Livo, sono la testimonianza ancora presente dei secoli di emigrazione verso Palermo. Nei dialetti si ritrovano l'intensità e le sfumature con cui erano sentite e raccontate le cose, gli eventi, le persone. Il modo di esprimersi tradizionale, sedimentato nei territori ove la vita si svolgeva con stabilità di lavori, consuetudini e riti, lentamente evolvendosi nel tempo, conservava al suo interno la ricchezza e la sapienza dei sentimenti di infinite generazioni.
Il museo del dialetto è un museo della lingua: i “materiali” che presenta al pubblico sono prevalentemente suoni: discorsi, parole, proverbi (vedi proverbio) e modi di dire relativi ai differenti dialetti che sono ancora parlati nelle valli dell'Alto Lario.
La raccolta di questi “materiali” è costituita da registrazioni audio e video, catalogate secondo la diversa provenienza ed esemplificative di diversi dialetti. Al momento dell'inaugurazione del museo (ottobre 2007) erano presenti materiali relativi quasi esclusivamente alla comunità di Dosso del Liro; l'obiettivo del museo è però quello di raccogliere registrazioni e filmati attinenti ai molteplici dialetti di tutti i paesi della Comunità Montana.
Si tratta di un patrimonio culturale immateriale di cui restano poche tracce, pochi testimoni: le persone che custodiscono la grande ricchezza dei dialetti locali sono sempre meno e fanno parte esclusivamente dalla fascia più anziana della popolazione.
Tuttavia anche alcuni oggetti sono qui esposti. Provenienti per la maggior parte da famiglie di Dosso del Liro che li hanno imprestati al museo, essi appartengono alla civiltà rurale e “pre-industriale” che ha prodotto questi paesaggi agrari e che parlava questi dialetti. Gli oggetti fanno solo da indispensabili “illustrazioni” a nomi e parole di lavori e consuetudini che in molti casi non esistono più.
I temi della visita al museo sono, in successione:
1. Stanza dei suoni;
2. I nomi dei luoghi;
3. Le imbarcazioni del Lario;
4. I nomi delle cose;
5. Dalle parole ai proverbi;
6. Il dialetto scritto;
7. Teatrino delle ombre cinesi;
8. "Nel mezzo del discorso".